# アニメA
- テレビ朝日 > BS朝日 > BS朝日#アニメ > アニメA
- アニメ > テレビアニメ > アニメA
- テレビ番組 > 深夜番組 > 深夜アニメ > アニメA

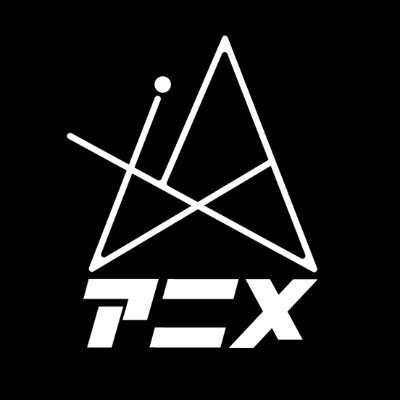
アニメAのロゴ。

『アニメA』（アニメエー）は、2020年（令和2年）4月3日からBS朝日及び同局の4Kにて放送されている深夜アニメの放送枠である。
本項では、枠名称制定前を含むBS朝日の深夜帯（おおむね23時台以降）を中心とするアニメ番組全般について扱う。

## 概要
BS朝日は2000年12月の開局からしばらくの間、平日夕方の『アニメストリート』枠や深夜帯の『アニメ魂』→『アニメスピリッツ』枠でアニメ番組を少数放送していたが、時間帯を問わず新作のアニメ番組の放送には消極的な時期が続いた。
親会社のテレビ朝日が製作した深夜アニメに関しては、遅れネットの実績が2016年9月まで1本もなかった（地上波でのネット局もなく関東ローカルでの放送となった作品も少なくない）。2016年10月期には『ユーリ!!! on ICE』をテレビ朝日を含む地上波各局と同時期に放送したものの、2000年代から2010年代にかけてはテレビ朝日の深夜アニメ枠自体が不定期かつ不安定であり、同局製作の深夜アニメの放送自体がない時期が多かった。
TOKYO MXなどの独立局を中心に放送されるアニメ番組群（いわゆるUHFアニメ）についても、2007年12月に開局したBS11（ANIME+）が多数ネットしていることもあり、同局が開局する前からネットしている『アニメ魂』→『アニメスピリッツ』枠や『桃華月憚』（2007年4月・7月期）を除けば、2010年代までは『京騒戯画』（2013年10月期）の1本のみだった（他にBS朝日独占放送の『僕の妹は「大阪おかん」』と、テレビ東京系列のテレビ大阪を含む2局で放送された『猫なんかよんでもこない。』があった）。
前述の『アニメストリート』が終了した2013年9月から2019年10月までの約6年間にわたり、BS朝日で放送されたアニメ番組は『京騒戯画』・『猫なんかよんでもこない。』・『ユーリ!!! on ICE』の3本のみに留まり、この期間中は3番組を除けば放送大学以外の無料BS局では唯一、アニメ番組を全く放送していなかった。なお、BS朝日の深夜帯はショップチャンネルの同時放送を中心としたテレビショッピングなどの他ジャンルの番組が長年中心となっている。
その後、2019年11月から2020年3月の『ダーリン・イン・ザ・フランキス』の放送を経て、2020年4月より深夜アニメの放送に本格的に参入。深夜アニメ枠レーベル『アニメA』を立ち上げた。金曜日23時台の2枠体制でスタートし、同年11月からは日曜日23時台にも増設され4枠体制となった。当初はBS日テレ（アニメにむちゅ〜）と同様に、新作よりも旧作の比率が高く、BS他局で既に放送済みの作品の「実質再放送」も多かったが、2021年頃から新作アニメの放送が増加している。
金曜日・日曜日共に、創設当初から深夜アニメ枠として先発のBS11（ANIME+）やBS日テレ（アニメにむちゅ〜）と競合が発生している（後者はアニメ関連の情報番組も含む）。
テレビ朝日製作の一部の作品については字幕放送に対応している。過去にはBS-TBS（TBSテレビ製作の深夜アニメ）でも2015年頃まで字幕放送を実施していたが、民放系のBS局において、深夜アニメで字幕放送に対応するのは珍しい事例である。
なお、本枠の創設と同じ2020年4月にはテレビ朝日でも『NUMAnimation』と題した深夜アニメ枠レーベルを新設し、それまで不定期に展開していた深夜アニメ枠が常設化された（同年10月から、後続の『ANiMAZiNG!!!』枠と共にテレビ朝日系列全国ネット化）。また、テレビ朝日系列で金曜日19時台から土曜日夕方に枠移動となった『ドラえもん』と『クレヨンしんちゃん』の遅れネットをBS朝日でも開始し、プライムタイムにも久々に新作アニメの放送を再開するなど、2020年4月期はテレビ朝日で地上波・BSを問わずアニメ番組の編成に大きな変化が生じる時期となった。
2022年10月より日曜 2:00 - 2:30枠を新設。2023年4月に同枠を日曜 1:00 - 1:30に移設。2024年7月期のみ水曜 23:30 - 翌0:00枠を設置。同年10月には地上波で新設される『IMAnimation』枠に対応する月曜 1:00 - 1:30枠、月曜 23:24 - 23:54枠が新設される。
野球シーズンには、スーパーベースボール延長により、本枠の放送が休止となる場合がある。

## 放送中
24時以降は、翌日未明とする。
| 番組名                                  | 放送期間        | 放送時間       | 備考                                 |
| 月曜日                                  | 月曜日          | 月曜日         | 月曜日                               |
| --------------------------------------- | --------------- | -------------- | ------------------------------------ |
| ゲーセン少女と異文化交流                | 2025年7月7日 -  | 1:30 - 2:00    | AT-Xと共同で製作委員会に参加。       |
| 金曜日                                  |                 |                |                                      |
| ハイガクラ                              | 2025年7月4日 -  | 23:00 - 23:30  | 第1話より再び放送開始。              |
| ふたりソロキャンプ                      | 2025年7月11日 - | 23:30 - 翌0:00 | BS朝日自ら製作委員会に参加。         |
| 日曜日                                  |                 |                |                                      |
| 地獄先生ぬ〜べ〜（2025年版・第1クール） | 2025年7月6日 -  | 1:00 - 1:30    | 初回は1:00 - 2:00に2話連続放送。     |
| 雨と君と                                | 2025年7月6日 -  | 23:00 - 23:30  | テレビ朝日と共同で製作委員会に参加。 |
| フェルマーの料理                        | 2025年7月6日 -  | 23:30 - 翌0:00 |                                      |

## 放送予定
- 野原ひろし 昼メシの流儀（2025年10月 - ）
- 笑顔のたえない職場です。（2025年10月 - ）
- ちゃんと吸えない吸血鬼ちゃん（2025年10月 - ）

## アニメA創設前に放送された深夜アニメ
2020年3月までに放送された作品を列挙する。『アニメ魂』→『アニメスピリッツ』枠の各番組については同記事を参照のこと。